# Empecta betaminea
Empecta betaminea är en skalbaggsart som beskrevs av Künckel D'herculais 1887. Empecta betaminea ingår i släktet Empecta och familjen Melolonthidae. Inga underarter finns listade i Catalogue of Life.